# 대한문
대한문(大漢門)은 현재 덕수궁의 정문이다. 19세기 말에 지어졌으며, 처음에는 대안문(大安門)이었다. 현재 서울시청 앞 광장을 바라보고 서있는데, 원래 위치는 태평로 중앙선 부근이었던 것을 뒤로 옮긴 것이다.
1904년까지 경운궁(현 덕수궁)의 정문은 원래 중화문 건너편에 있던 남쪽의 인화문(仁化門)이었으나, 1904년 덕수궁 화재 이후 1906년 중화전 등을 재건하면서 동쪽의 대안문(大安門)을 동년 4월 25일 대한문(大漢門)으로 이름을 고치고 궁의 정문으로 삼았다. 대한(大漢)’은 ‘한양이 창대해진다’는 뜻이다.

## 역사

### 대안문 시절

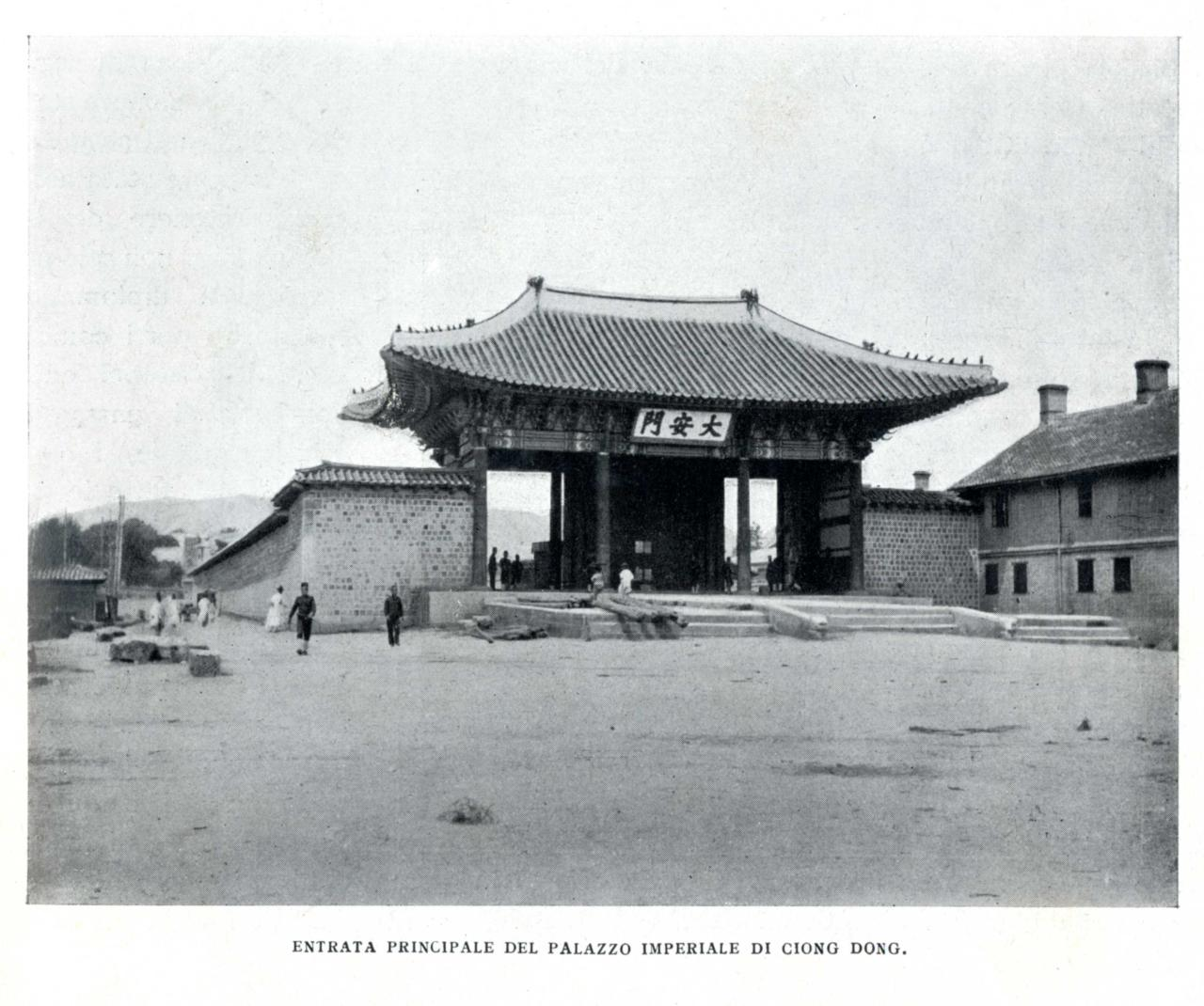
1902-1903년에 촬영된 대안문 시절의 대한문. 오른쪽에 원수부 건물이 보인다.

경운궁이 정궁으로 사용되기 시작한 것은 아관파천 이후이다. 이전까지 경운궁은 왕궁으로 사용되지 않아 즉조당과 석어당만 남아있었는데, 1896년 고종의 지시로 개수되기 시작했다. 처음에는 인화문을 정문으로 사용했는데, 1896년 11월 19일에 민병석을 인화문현판서사관으로 임명하는 등 1896년 경운궁을 개수할 때 착공된 것으로 추정된다. 인화문의 위치는 덕수궁 남쪽이었는데, 정전인 중화전의 건설을 염두에 두고 중화전과 정문을 일직선상에 놓기 위해 설계한 것으로 추정한다. 중화전의 착공은 1901년에 이루어졌으며, 완공 전까지 고종은 즉조당의 편액을 태극전(泰極殿)으로  바꾸어 정전 대용으로 사용했다.
경운궁의 동문이었던 대안문(大安門)의 영건 시기는 명확하지 않으나, 1898년 6월 26일에 민병석을 현판서사관으로 임명한 사실이 확인되어 그 즈음 공사가 진행중이었던 것으로 본다. 이후 1899년 3월 3일에 현판을 올리고 월대 공사를 시작했다. 월대는 궁궐의 정문만이 갖출 수 있는 부속으로, 대안문은 처음부터 정문을 염두에 두고 설계되었다. 1902년 6월에 대안문 안에 연지(蓮池)를 조성하기 위한 자금을 마련하는 등 대한문 권역의 공사는 1902년까지 지속되었다.
1902년에 삼문체제를 갖추기 위해 중화문과 조원문(朝元門)을 건축하기 시작했는데, 대안문과 중화문 사이를 잇기 위해 조원문을 동측으로 틀어 짓기 시작했다. 외문인 조원문의 방향이 틀어짐에 따라 경운궁의 경복궁처럼 전형적인 남북방향 축이 아닌 창덕궁처럼 동서의 축을 갖게 되었다.

### 덕수궁의 정문이 되다

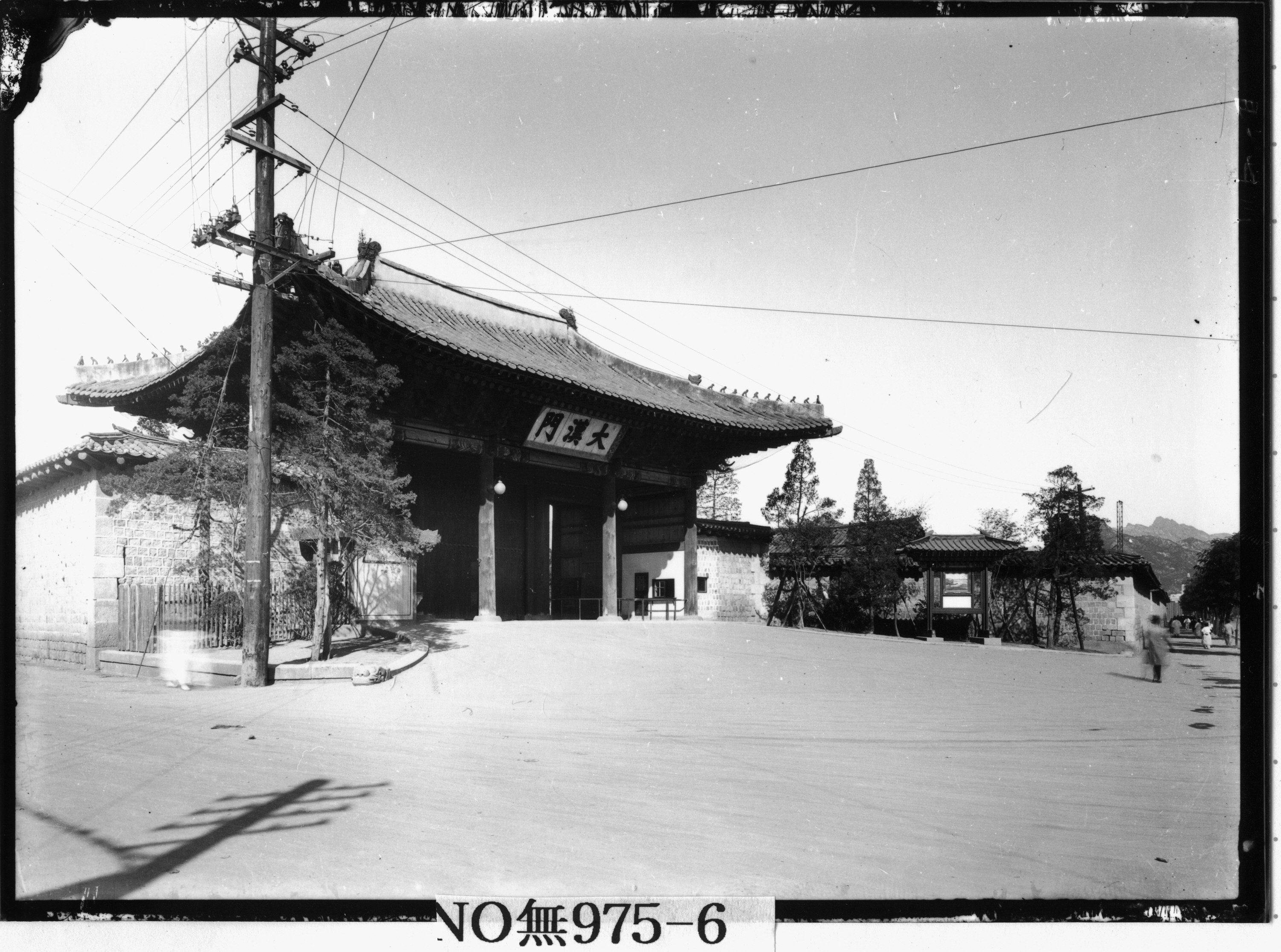
1938년의 모습

1904년 화재로 소실된 중화전과 중화문을 1906년에 개축할 때 대안문도 수리했다. 고종은 양력 4월 25일에 대안문을 대한문(大漢門)으로 개명하라는 칙서를 내렸고, 이후 대안문을 수리하며 이름을 대한문(大漢門)으로 고쳤다. 수리 시작부터 상량까지는 총 12일이 소요되었다. 상량과 함께 이근명이 지은 상량문을 올렸는데, 상량문에서는 "한양이 억만 년 이어갈 전에 자리하였으니 문 이름으로 특별히 건다"(漢都奠萬億之基, 門號特揭) 하였다. "중화문을 법전으로, 대한문을 정문으로"(中和法殿乃立大漢正門) 삼으며, 이 때 "소한(霄漢)과 운한(雲漢)의 뜻을 취한 것"(取霄漢雲漢之義)이라며 한(漢)은 하늘을 의미함을 분명히 하였다.

### 일제강점기와 광복 이후

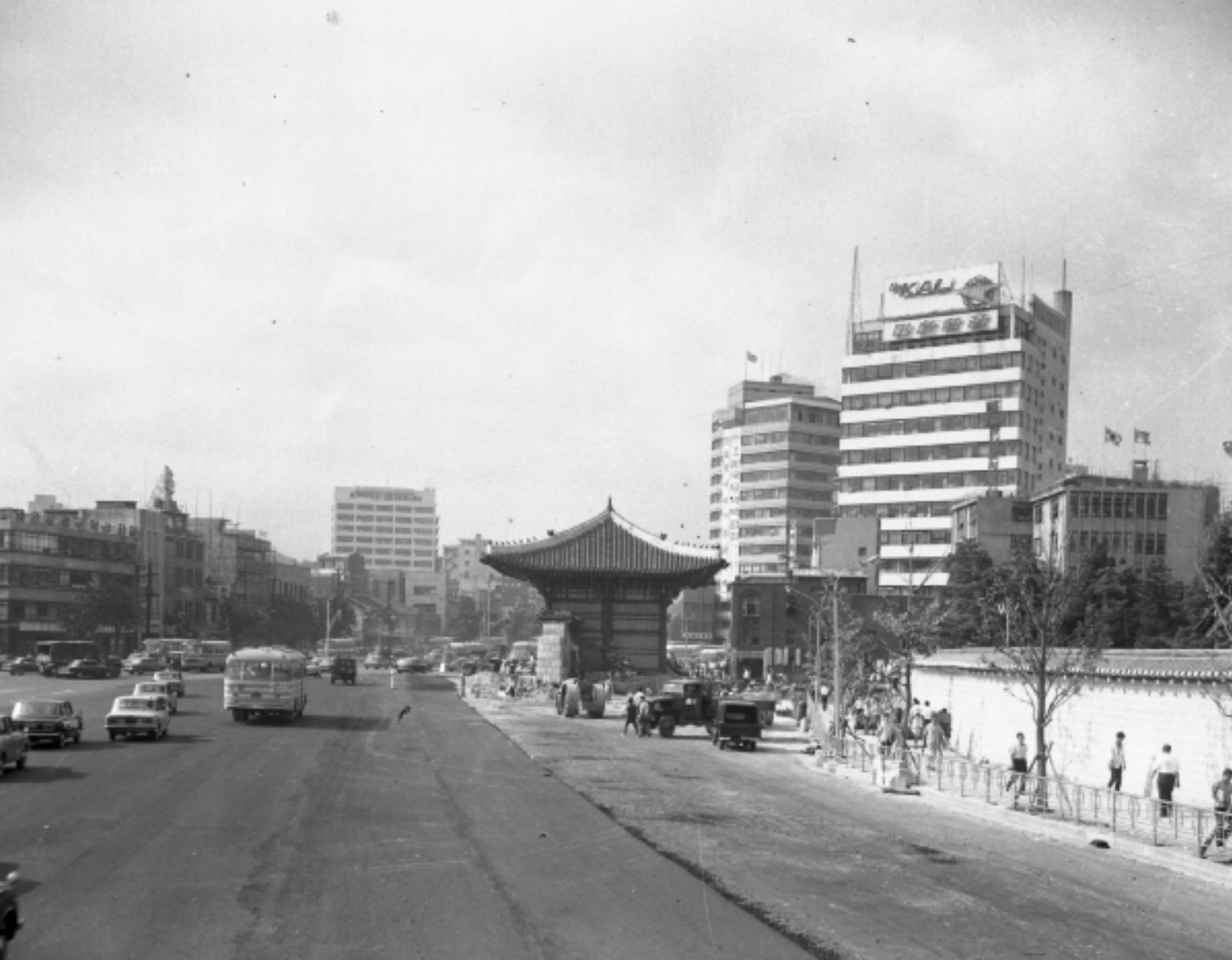
대한문 부근의 궁장을 철거하고 있다.

일제강점기에 태평로를 확장하며 대한문의 이전이 논의되기도 하였으나, 실제로 옮겨지지는 않았다. 3·1 운동이 열렬히 일어난 장소이기도 하다. 1919년 고종이 1월 21일에 승하한 후 그 빈전과 혼전을 덕수궁 함녕전에 마련하였고, 인산일을 3월 3일로 잡았다. 따라서 3월 1일 탑골공원에서 독립선언서를 읽은 군중의 한 갈래는 보신각을 지나 숭례문으로 향한 반면, 나머지 한 갈래는 매일신보 사옥을 지나 대한문으로 향하였다. 시위대 선봉에 있던 사람들은 대한문으로 들어가 함녕전에 마련된 고종의 혼전에 세 번 절하고 만세를 계속 하였다.
1968년 2월에는 태평로를 확장할 때 문화재관리위원회는 대한문을 후퇴시키기로 결정하였지만 실천하지는 않았다. 그러나 다른 궁장들은 옮겨졌기 때문에, 대한문은 태평로 중앙에 섬처럼 남게 되었다. 이후 1970년 11월에 33미터 뒤로 이건하여 현재의 위치에 놓이게 되었다.

## 구조와 기능
대한문은 정면 3칸, 측면 2칸의 단층 문이다. 다포식 공포와 우진각지붕을 하고 있다. 공포는 외이출목과 내삼출목으로 짜여있고, 안쪽 공포의 판형 부재 끝에는 구름모양을 조각했다. 기둥은 세 줄로 평주(平柱)로 되어있다. 가운데 칸의 천장은 연등천장으로 서까래를 드러냈으며, 양쪽 칸의 천장은 소란반자로 마감하였다. 겹처마 구조이다. 현재의 현판은 남정철이 썼다. 덕수궁의 정문 역할을 한다.

## 대한문 권역

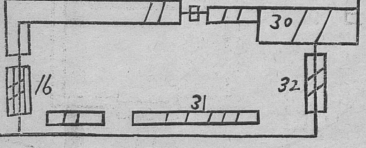
1904년에 그린 대한문 권역 약도. 16번은 중원문, 30번은 원수부, 31번은 초소(Barracks), 32번은 대안문이다. 중원문과 원수부 사이에 광명문이 있었다.

정문인 대한문의 권역에는 다음과 같은 것들이 있었다.

### 금천
처음 경운궁이 황궁으로 사용될 때 인화문이 정문으로 사용되었고, 중문은 돈례문이었다. 따라서 인화문과 돈례문의 사이에 금천이 흐르던 것을, 1901년에 중화전을 짓고 인화문을 헐고서 대안문을 정문으로 사용하기 시작하며 정릉동천을 옮겨 대안문과 조원문 사이에 금천을 새로이 조성했다. 일제강점기에 복개되었다가 1986년 문화재관리국에서 복원했다.

#### 덕수궁 금천교
대한문에서 조원문을 향하는 어도 중 금천을 건너기 위해 조성된 돌다리이다. 두 갈래로 흐르다 합쳐지는 정릉동천의 한 물줄기가 정동에서 발원하는데, 그 흐름을 약간 바꾸어 덕수궁을 관통하도록 하여 만든 것이 금천이다. 2개의 나란한 홍예교로 되어 있다.

### 조원문
조원문(朝元門)은 대한문에서 중화전으로 들어가는 어도에 있던 외문이다. 1902년에 짓기 시작하였고, 1904년 화재때도 남아있다가 일제강점기에 훼철되었다.

### 원수부
원수부(元帥府)는 1899년에 대한제국 고종이 군수권을 강화하기 위해 세운 군통수권 기관으로 국방, 용병과 군사에 관한 명령을 황제가 내리고 군부 및 경외의 여러 곳 군대를 지휘 감독하던 관청이다. 대한문 북측에 바로 위치했으며, 건물 두 채로 구성되었다. 위 그림에는 그 중 아래 한 건물만 묘사되었다.

### 평장문
평장문(平章門)은 대한문 바로 북쪽에 위치한 문이다. 쪽문 크기로, 궁궐의 직원이나 외교관들은 모두 평장문으로 출입하였다. 평장문 내부 양쪽으로 벽돌로 쌓은 조적조 건물이 있었는데, 원수부 건물이다.

### 광명문
조원문 북측의 행각에 나 있던 광명문(光明門)은 황제의 침전인 함녕전의 정문이다.

## 참고 문헌
- 이 문서에는 문화재청에서 공공누리 제1유형으로 배포된 자료를 바탕으로 한 내용이 포함되어 있습니다.
- 이 문서에는 서울역사박물관에서 공공누리 제1유형으로 배포된 자료를 바탕으로 한 내용이 포함되어 있습니다.